# مديرية الشحر

تعديل مصدري - تعديل

المهرة ، جرم ، بني عليان ، بني المسن ، بني الحارث ، بني ضبضب ، بني حلوان ، بني الخنت
مديرية الشحر إحدى مديريات محافظة حضرموت في شرق اليمن. بلغ عدد سكانها 23092 نسمة عام 2004.

موقع مديرية الشحر في محافظة حضرموت